# Ronov nad Doubravou
Ronov nad Doubravou település Csehországban, a Chrudimi járásban. Ronov nad Doubravou Kněžice, Biskupice, Vilémov, Bousov, Běstvina, Třemošnice, Žlebské Chvalovice, Heřmanice, Vinaře és Žleby településekkel határos. Lakosainak száma 1709 fő (2024. január 1.).

## Népesség
A település lakosságának változását az alábbi diagram mutatja:
| Lakosok száma | 2361 | 2311 | 2070 | 1721 | 1703 | 1588 | 1686 | 1686 | 1746 | 1709 |
|               | 1869 | 1890 | 1921 | 1950 | 1980 | 2001 | 2017 | 2019 | 2022 | 2024 |